# Lionel Cox (strzelec)
Lionel Cox (ur. 11 lipca 1981) – belgijski strzelec sportowy. Srebrny medalista olimpijski z Londynu.
Specjalizuje się w karabinie małokalibrowym. Zawody w 2012 były jego pierwszymi igrzyskami olimpijskimi. Zajął drugie miejsce w strzelaniu na dystansie 50 metrów w pozycji leżącej. Wyprzedził go jedynie Białorusin Siarhiej Martynau.